# Ijulskij dozjd
Ijulskij dozjd (russisk: Июльский дождь, da: Juli regn) er en sovjetisk spillefilm fra 1967 instrueret af Marlen Khutsiev.

## Medvirkende
- Jevgenija Uralova som Lena
- Aleksandr Beljavskij som Volodja
- Jurij Vizbor som Alik
- Jevgenia Kozyreva
- Aleksandr Mitta som Vladik